# Actinostrobus arenarius
Actinostrobus arenarius ist eine Pflanzenart aus der Familie der Zypressengewächse (Cupressaceae). Sie ist im westlichen Teil Western Australias heimisch.

## Beschreibung
Actinostrobus arenarius wächst als immergrüner Strauch oder Baum, der Wuchshöhen von bis zu 5 Meter erreichen kann. Die Äste gehen gerade vom Stamm ab. Die kurzen Zweige haben einen annähernd dreieckigen Querschnitt.
Die Blätter der jungen Bäume sind blaugrün gefärbt. Ältere Bäume haben blaugrüne bis graugrüne, schuppenartige Blätter, welche bei einer Länge von rund 1,2 Zentimetern eiförmig geformt sind. Sie sind leicht gekielt, haben eine spitz zulaufende Blattspitze und stehen zu dritt an den Zweigen. Keimlinge haben zwei, selten auch drei blaugrüne, spitz bis abgerundet zulaufende Keimblätter (Kotyledonen), welche 9 bis 14 Millimeter lang und 1,5 bis 2 Millimeter breit werden.
Die männlichen Blütenzapfen sind bei einer Länge von 3 bis 5 Millimetern und einer Dicke von 1,5 bis 2 Millimetern zylindrisch geformt. Sie bestehen aus 16 bis 18 eiförmigen oder abgerundeten Zapfenschuppen. Die weiblichen Zapfen sind bei einer Länge von 1,5 bis 2,0 Zentimetern und einer Dicke von 1,5 bis 2,0 Zentimetern konisch-kugelig geformt. Sie sind anfangs blaugrün gefärbt und verfärben sich zur Reife hin. Jeder Zapfen besteht aus sechs spitz zulaufenden Zapfenschuppen, welche sich zur Reife leicht zurückbiegen und den Zapfen öffnen, um die Samen zu entlassen. Die hellbraunen bis gelbbraunen Samen werden 0,6 bis 1,1 Zentimetern lang und haben zwei oder drei 1 bis 2 Millimeter große Flügel.

## Verbreitung und Standort
Das natürliche Verbreitungsgebiet von Actinostrobus arenarius liegt in Western Australia. Es erstreckt sich dort von der Shark Bay im Norden bis zu den Wongan Hills im Süden.
Actinostrobus arenarius wächst vor allem auf Sandböden sowie auf sandigen Ebenen.

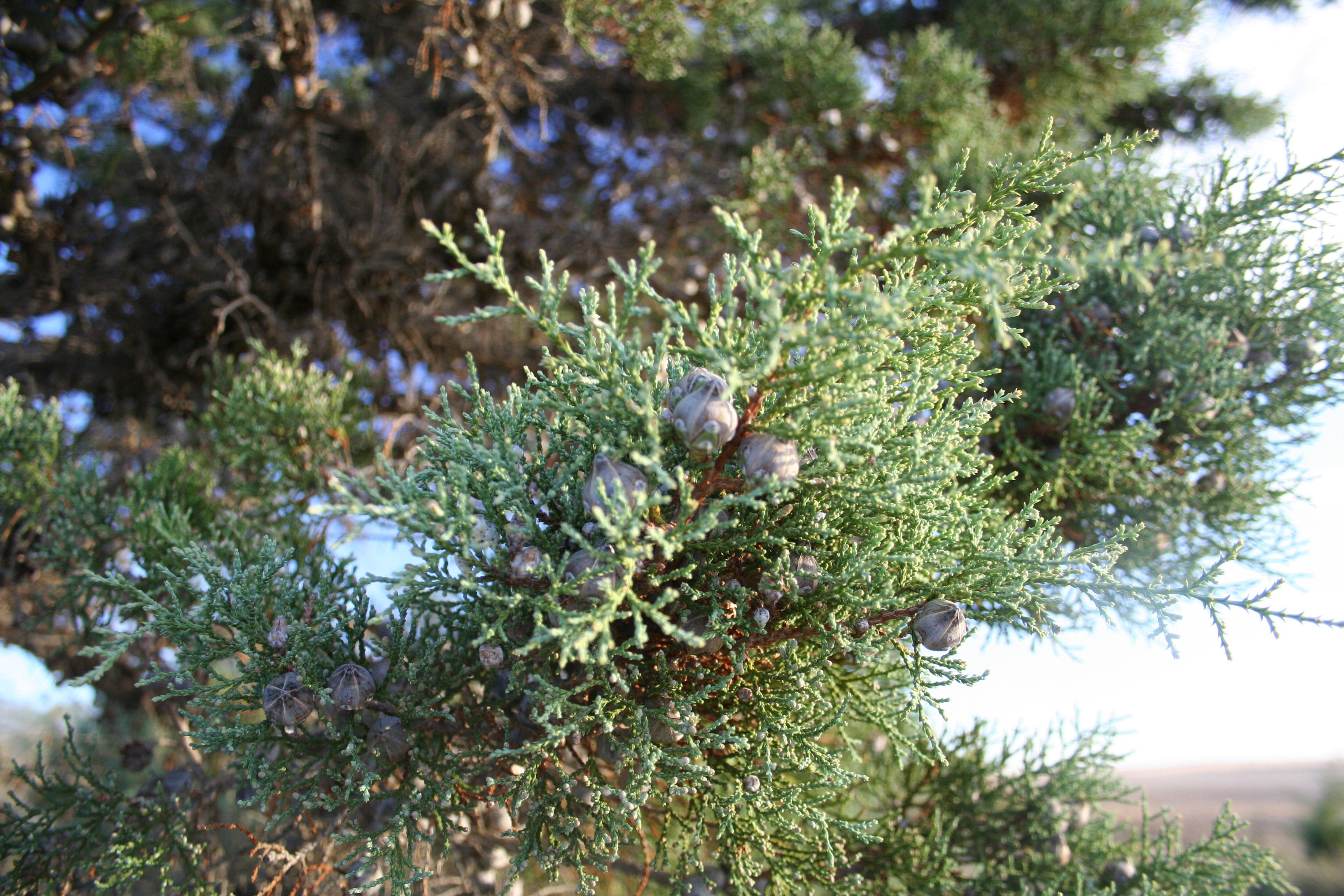
Actinostrobus arenarius

## Systematik
Die Erstbeschreibung als Actinostrobus arenarius erfolgte 1964 durch Charles Austin Gardner in Journal of the Royal Society of Western Australia, Band 47, Seite 54. Synonyme für Actinostrobus arenarius C.A. Gardner sind Actinostrobus pyramidalis subsp. arenarius (C.A. Gardner) Silba, Actinostrobus pyramidalis var. arenarius (C.A. Gardner) Silba und Callitris arenaria (C.A.Gardner) J.E.Piggin & J.J.Bruhl.

## Gefährdung und Schutz
Actinostrobus arenarius wird in der Roten Liste der IUCN von 2013 als nicht gefährdet (Least concern) eingestuft.